# Bevantololo
Il bevantololo è un composto chimico di formula C20H27NO4 che in condizioni standard si presenta in fase solida.

## Caratteristiche strutturali e fisiche
Il bevantololo è una propanolamina, in cui l'idrogeno del gruppo idrossilico primario è sostituito da un 3-metilfenile, e uno degli idrogeni legati all'azoto è sostituito da un 2-(3,4-dimetossifenil)etile.
| N. di atomi pesanti                              | 25             |
| N. di donatori di legami a idrogeno              | 2              |
| N. di accettori di legami a idrogeno             | 5              |
| N. di legami ruotabili                           | 10             |
| N. di elementi stereogenici atomici non definiti | 1              |
| Massa monoisotopica                              | 345,19400834 u |
| Superficie polare                                | 60 Å²          |
| Rifrattività                                     | 98,54 m3/mol   |
| Polarizzabilità                                  | 39,75 Å3       |

## Sintesi
La preparazione del cloridrato di bevantolo prevede che in un reattore, sotto un'atmosfera di azoto, vengono aggiunti 13,7 kg di β-(3,4-dimetossifenil)etilammina. L'ammina viene raffreddata a 5°C, e 12,5 kg di 3-(m-tolilossipropano)-1,2-epossido vengono aggiunti mantenendo la temperatura tra 5-10°C.
Dopo 10 ore, la miscela viene seminata con la base libera di bevantololo, ripetendo la semina ogni 2 ore fino all'inizio della cristallizzazione. Dopo 48 ore di agitazione a 10°C, vengono aggiunti 26 L di esano e la temperatura viene aumentata a 25°C, con agitazione per altre 48 ore. La sospensione viene filtrata e il solido raccolto viene essiccato sotto vuoto.
Il prodotto viene poi dissolto in 60 L di alcol isopropilico e la soluzione filtrata. Il reattore e il filtro vengono risciacquati con 186 L di alcol isopropilico, e 2,7 kg di acido cloridrico anidro vengono aggiunti al filtrato combinato. Il lotto viene riscaldato a riflusso per 2 ore, poi la temperatura viene regolata a 65°C e la soluzione viene seminata con cristalli di cloridrato di bevantololo. La miscela viene mantenuta a questa temperatura con agitazione fino alla formazione di una sospensione simile a sabbia. Successivamente, viene lasciata raffreddare a temperatura ambiente senza agitazione, poi ulteriormente raffreddata a 20°C. La sospensione viene centrifugata, e il prodotto viene risciacquato con alcol isopropilico fino a ottenere un filtrato incolore. Dopo essiccazione sotto vuoto a 50-55°C, il prodotto viene macinato se necessario.

## Farmacologia e tossicologia

### Farmacodinamica
Studi sugli animali hanno dimostrato che il composto risulta essere sia un agonista che un antagonista dei recettori α-adrenergici e un antagonista dei recettori β-1 adrenergici. Legandosi e antagonizzando i recettori beta-1, il bevantololo inibisce le normali azioni simpatiche mediate dall'epinefrina, come l'aumento della frequenza cardiaca. Questo porta a una riduzione del precarico e della pressione sanguigna.

### Effetti del composto e usi clinici
Si è dimostrato efficace quanto altri betabloccanti nel trattamento dell'angina pectoris e dell'ipertensione. In generale viene utilizzato come bloccante dei canali del calcio, antipertensivo e antiaritmico. È stato inoltre dimostrato che il composto può essere utilizzato nel trattamento della corea nei pazienti affetti dalla malattia di Huntington.